# Ravna Gora (Haskovo)
Ravna Gora es un pueblo en el municipio de Svilengrad, en la Provincia de Haskovo, en el sur de Bulgaria.